# Bataille de Chevtchenkove
Invasion de l'Ukraine par la Russie de 2022
Batailles
Offensive de Kiev (Jytomyr, Kiev) : 
- 1re Hostomel
- Tchernobyl
- Ivankiv
- Kiev
- 2e Hostomel
- Vassylkiv
- Boutcha
- Irpin
  - Bombardement de réfugiés
- Jytomyr
- Mochtchoun
- Makariv
- Brovary

Offensive du Nord (Tchernihiv, Soumy) :
- Hloukhiv
- Slavoutytch
- Bombardements
- Soumy
- Trostianets
- Tchernihiv
- Okhtyrka
- Lebedyn
- Konotop
- Romny
- Desna
- Escarmouches frontalières

Russie  (Briansk, Belgorod) :
- Incursions en Russie occidentale
  - Oblast de Briansk
  - Oblasts de Belgorod et de Koursk
    - Incursions de 2024

  - Bombardement de Belgorod
- Oblast de Koursk (août 2024)

Campagne de l'Est (Donetsk, Louhansk, Kharkiv)
Kharkiv :
- 1re Kharkiv
  - Tchouhouïv
  - Bombardements : en février
  - en mars
  - en avril
  - du bâtiment administratif
- Izioum
- 2e Kharkiv
  - Balaklia
  - 1re Koupiansk
  - Chevtchenkove
- 3e Kharkiv

Nord du Donbass:
- Starobilsk
- Sloviansk
  - Dovhenke
  - 1re Lyman
  - Sviatohirsk
  - Bohorodychne et Krasnopillia
  - Bombardements : Bilohorivka
  - Kramatorsk
- Sievierodonetsk
  - Kreminna
  - Donets
  - Roubijné
  - Popasna
  - Tochkivka
  - Massacre
- Lyssytchansk
- 2e Kharkiv
  - Balaklia
  - 1re Koupiansk
  - Chevtchenkove
  - 2e Lyman
- Oblast de Louhansk
  - Ligne Svatove-Kreminna
  - Serebryansky
  - 2e Koupiansk

 Centre du Donbass:
- Horlivka
- Popasna
- Svitlodarsk
- Bakhmout
  - Soledar
- Siversk
- Tchassiv Iar
- Toretsk
- Kourakhove
- Velyka Novossilka
- Novopavlivka

Sud du Donbass :
- Volnovakha
- Marioupol
  - Bombardements : de l'hôpital
  - du théâtre
  - de l'école d'art
- Pisky
- Vouhledar
  - Pavlivka
- Marïnka
- Contre-offensive de 2023
- Avdiïvka
- Novomykhaïlivka
- Pokrovsk
  - Krasnohorivka
  - Toretsk
- Bombardements :
- Makiïvka
- Donetsk

Campagne du Sud (Mykolaïv, Kherson, Zaporijjia)
- 1re Kherson
- Odessa
- Melitopol
- Mykolaïv
  - Bombardements : à fragmentation
  - du bâtiment administratif
- 1re Berdiansk
- Zaporijjia
- Tchornobaïvka
- Enerhodar
- Voznessensk
- Houliaïpole
- Davydiv Brid
- 2e Berdiansk
- Nova Kakhovka
- 2e Kherson
  - Doudtchany
- Dniepr
- Tchoulakivka
- Contre-offensive de 2023
  - Robotyne

Frappes aériennes dans l'Ouest et le Centre de l'Ukraine
- Lviv (02/2022)
- Vinnytsia (03/2022)
- Yavoriv (03/2022)
- Deliatyne (03/2022)
- Dnipro
- Rivne

Guerre navale
- Île des Serpents (02/2022)
- Moskva (04/2022)

Attaques en Crimée
- Novofedorivka (08/2022)
- Djankoï (08/2022)
- Pont de Crimée (10/2022)
- Base navale de Sébastopol (10/2022)
- Pont de Crimée (07/2023)
- Base navale de Sébastopol (09/2023)

Débordement
- Aéroport de Millerovo
- Sabotages en Russie
- Attaques en Transnistrie
- Sabotage des gazoducs Nord Stream
- Terrain d'entraînement militaire de Soloti
- Explosions en Pologne
- Bases aériennes de Dyagilevo et Engels-2
- Base aérienne de Minsk-Matchoulichtchi
- Crise russo-moldave de 2023
  - Accusations de tentative de coup d'État en Moldavie
- Incident de drone de 2023 en mer Noire
- Rébellion du groupe Wagner

Massacres
- Tchernihiv
- Boutcha
- Borodianka
- Olenivka
- Izioum

La bataille de Chevtchenkove est la deuxième bataille de la contre-offensive ukrainienne de Kharkiv qui commence le 7 septembre 2022. Elle se termine sur une victoire ukrainienne, les Russes perdant le contrôle de la ville de Chevtchenkove.

## Contexte
Au début de l'invasion de l'Ukraine par la Russie, les forces russes s'emparent d'une grande partie de l'est de l'oblast de Kharkiv, dont les villes de Koupiansk, Chevtchenkove et Balaklia. Balaklia elle-même est prise le 3 mars 2022, après de faibles combats. De mars à début mai, la plupart des combats dans l'oblast de Kharkiv sont concentrés dans les villes de Kharkiv et d'Izioum.
Début avril, les forces russes prennent Izioum . Début mai, les forces ukrainiennes défendent avec succès Kharkiv,. Par la suite, la ligne de front commence à se stabiliser alors que la Russie et l'Ukraine concentrent leurs efforts, respectivement offensifs et défensifs, sur les villes de Sievierodonetsk et Lyssytchansk ainsi que sur la région du Donbass.
Tout au long des mois de juillet et août 2022, les médias ukrainiens et russes amplifient tous deux les rumeurs d'une contre-offensive ukrainienne dans l'oblast de Kherson, guerre de communiqués qui culmine finalement le 29 août 2022. La contre-offensive connaît des progrès lents, l'armée ukrainienne subissant de lourdes pertes et faisant face à une forte résistance russe. Cependant, le 6 septembre, les forces ukrainiennes lancent une offensive surprise dans l'est de l'oblast de Kharkiv; le premier jour connaît la Bataille de Balaklia.

## Bataille

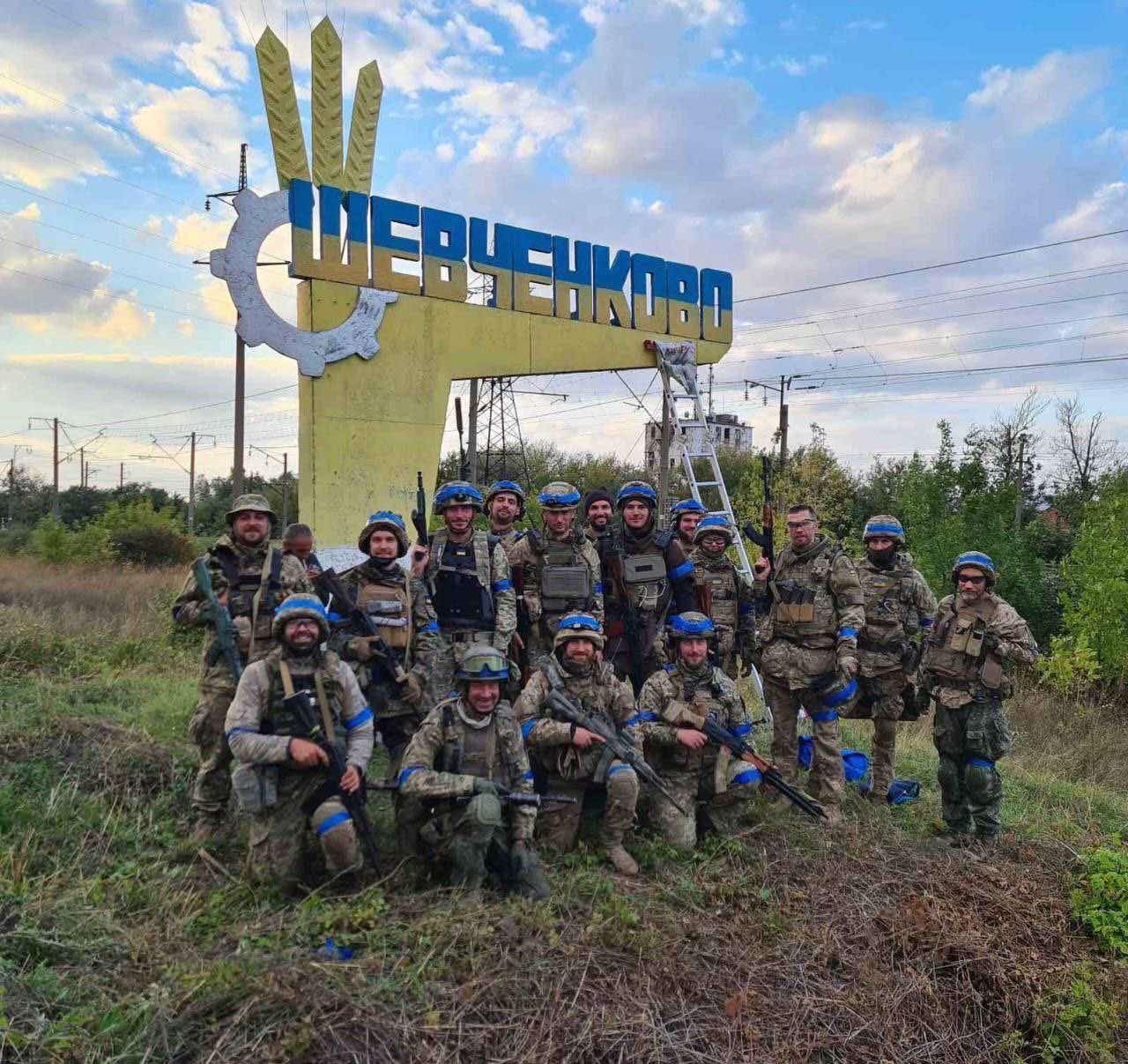
Des soldats des Forces de défense territoriales ukrainiennes près du panneau d'entrée (précédemment aux couleurs russes et fraîchement repeint aux couleurs ukrainiennes) à Chevtchenkove (région de Kharkiv) libérée de l'armée russe.

Le 7 septembre, Balaklia est assiégée. En effet, des combats ont lieu dans les parties orientale et centrale de la ville. Les combats prennent fin le 8 septembre, les forces ukrainiennes s'emparent de tout Balaklia. Après la rapide prise de contrôle de la ville de Balaklia, les troupes ukrainiennes conquièrent le même jour Chevtchenkove (oblast de Kharkiv) lors d'une blitzkrieg (« guerre éclair »). Les forces russes se retirent en désordre vers la ville de Koupiansk, tandis que le même jour les forces ukrainiennes, en grand nombre, poursuivent l'offensive en direction d'Izioum et de Koupiansk.

## Conséquences
Dans les jours qui suivent la bataille, les forces ukrainiennes libèrent Koupiansk le 9 septembre , Izioum le 10 septembre , Velykyï Bourlouk et Vovtchansk le 12 septembre. La contre-offensive s'arrête après le 12 septembre; des équipes de presse, Ukrposhta et d'autres organisations sont alors autorisées à entrer dans l'est de l'oblast de Kharkiv[réf. nécessaire].